# Max Prieto
Maximiliano Prieto Sánchez (Guadalajara, Jalisco; 28 de marzo de 1919-Ibídem, 30 de mayo de 1998), más conocido como Max Prieto, fue un futbolista mexicano que jugaba en la posición de mediocampista. Jugó para el Club Deportivo Guadalajara, el Club Deportivo Oro y Atlas. Fue hermano de Géronimo, Anastasio 'El Médico' y Fausto Prieto, también exjugadores del Guadalajara.
Fue el máximo goleador del Club Guadalajara en las temporadas 1945-46 con 14 goles, 1947-48 con 13, 1948-49 con 11 y la 1949-50 con 15 goles, colocándose así entre los 5 mejores goleadores del Club Deportivo Guadalajara con 72 anotaciones. El 3 de septiembre de 1943 anotó 5 goles al Club de Fútbol Atlante, convirtiéndose así en el primer jugador en la era profesional en conseguir cinco goles en un encuentro, junto con Roberto Aballay del Asturias quien lo conseguiría el mismo día.
Jugó con el Guadalajara hasta la temporada 1950-51 cuando pasa a jugar al Oro de Jalisco consiguiendo 10 anotaciones y siendo el máximo goleador del equipo en esa temporada; para la temporada 1951-52 pasa al Atlas.
Con la Selección de fútbol de México jugó el Mundial de Brasil en 1950.
También fue jugador de básquetbol, deporte que practicó de 1933 a 1942, iniciando en tercera fuerza con el equipo Mirellos, después pasaría al For Bec junto con su hermano Fausto y enseguida pasó a representar al estado de Jalisco con su selección de básquetbol. Dejaría de practicar básquetbol para dedicarse tiempo completo al fútbol, cuando este se profesionalizó en 1943.

## Participaciones en Copas del Mundo
| Mundial                        | Sede   | Resultado    |
| ------------------------------ | ------ | ------------ |
| Copa Mundial de Fútbol de 1950 | Brasil | Primera Fase |